# Zimbabwe flyafrica.com
Zimbabwe flyafrica.com fue una aerolínea de bajo coste, la primera del grupo flyafrica.com en iniciar operaciones. Los vuelos comenzaron en agosto de 2014 entre las Cataratas Victoria y Johannesburgo, y posteriormente en rutas adicionales. 
Sin embargo, las operaciones se suspendieron en octubre de 2015, tras la revocación de la licencia de operación de la aerolínea, supuestamente debido a disputas entre accionistas e incumplimiento de los requisitos legales.

## Historia
Se realizaron vuelos de prueba en julio de 2014 para cumplir con los requisitos de la Autoridad de Aviación Civil de Sudáfrica y la Autoridad de Aviación Civil de Zimbabue (CAAZ). La aerolínea informó que el primer servicio entre las Cataratas Victoria y Johannesburgo se lanzaría el 17 de julio de 2014, y que los servicios regulares estaban programados para comenzar una semana después, el 23 de julio. Sin embargo, estos servicios, según se informa, no comenzaron debido a problemas logísticos. Posteriormente, se informó que el hecho de que la aerolínea tuviera sus aeronaves registradas en Zimbabue y sus pilotos con licencia en Sudáfrica impidió el lanzamiento de servicios regulares, ya que la CAAZ exigía que los pilotos tuvieran licencia en el país. Los vuelos finalmente comenzaron en agosto de 2014.
Los vuelos en todas las rutas se suspendieron en octubre de 2015, después de que la CAAZ retirara el Certificado de Operador Autorizado (COA) de la aerolínea. Además de las disputas entre los accionistas, se incumplieron los requisitos reglamentarios (incluido el hecho de que las aeronaves no tenían base en Zimbabue y la compañía no contaba con un gerente responsable ni un jefe de mantenimiento local) y la aerolínea no había remitido los cargos por servicios de pasajeros a CAAZ. La suspensión fue confirmada por el Tribunal Supremo de Zimbabue en noviembre de 2015.
Una aerolínea hermana, Namibia flyafrica (con base en Windhoek, Namibia), también se vio obligada a suspender sus operaciones debido a que arrendaba un Boeing 737-500 a Zimbabwe flyafrica para sus vuelos a Sudáfrica. El Departamento de Aviación Civil de Namibia (DCA) suspendió la licencia de la aerolínea en noviembre de 2015 después de que una investigación demostrara que no había informado al DCA sobre la revocación del Certificado de Operador Autorizado (AOC) de Zimbabwe flyafrica, mientras continuaba operando sus aeronaves.

## Antiguos destinos
Flyafrica operó vuelos regulares a los siguientes destinos:
| Países                          | Destinos           | Aeropuertos                                      |
| ------------------------------- | ------------------ | ------------------------------------------------ |
| República Democrática del Congo | Lubumbashi         | Aeropuerto de Lubumbashi                         |
| Sudáfrica                       | Johannesburgo      | Aeropuerto Int. de Johannesburgo-Oliver R. Tambo |
| Zambia                          | Lusaka             | Aeropuerto Internacional de Lusaka               |
| Zimbabue                        | Bulawayo           | Aeropuerto Internacional Joshua Mqabuko Nkomo    |
| Zimbabue                        | Cataratas Victoria | Aeropuerto de las Cataratas Victoria             |
| Zimbabue                        | Harare             | Aeropuerto Internacional de Harare (HUB)         |

## Flota histórica
Flyafrica operó durante su corta existencia dos Boeing 737-500, que habían pertenecido a Czech Airlines. 
| Aeronaves      | Total | Introducido | Retirado | Matrículas                                |
| -------------- | ----- | ----------- | -------- | ----------------------------------------- |
| Boeing 737-500 | 2     | 2014        | 2015     | T7-FAA (rrg. Z-FAA) y T7-FAB (rrg. Z-FAB) |